# Radinosiphon
Radinosiphon  es un género de plantas, herbáceas, perennes y bulbosas perteneciente a la familia de las iridáceas. Es originario de Tanzania hasta Sudáfrica.

## Taxonomía
El género fue descrito por Nicholas Edward Brown y publicado en Trans. Roy. Soc. South Africa 20: 262. 1932.
Etimología
El nombre del género se deriva de las palabras griegas radinosus, que significa "delgada", y siphón, que significa "tubo".

## Especies
- Radinosiphon leptostachya (Baker) N.E.Br., Trans. Roy. Soc. South Africa 20: 263 (1932).
- Radinosiphon lomatensis (N.E.Br.) N.E.Br., Trans. Roy. Soc. South Africa 20: 263 (1932).[3]